# Ivica Zubak
Ivica Zubak, född 7 december 1978 i Slavonski Brod i dåvarande SFR Jugoslavien (nuvarande Kroatien), är en kroatisk-svensk filmregissör, manusförfattare och producent.
Zubak är mest känd för Måste gitt, som blev en framgång på bio 2017. Innan dess hade han främst gjort kortfilmer. Han debuterade 2005 med Jealous (regi, manus), följd av Avsked 2006 (regi, manus) och Plantera kyssar 2008 (regi, manus, producent). 2009 långfilmsdebuterade han med Knäcka (regi, manus) och 2013 gjorde han kortfilmen 10 Guds siffror (regi, manus), vilken fick ett hedersomnämnande vid utdelningen av Stora novellfilmspriset. Därutöver har han producerat kortfilmen Om du bara visste (2008) och producerat och skrivit manus till långfilmen Fuerteventura (2010).

## Filmografi
- 2005 - Jealous
- 2006 - Avsked
- 2008 - Plantera kyssar
- 2008 - Om du bara visste
- 2009 - Knäcka
- 2010 - 10 Guds Siffror
- 2010 - Fuerteventura
- 2017 - Måste gitt
- 2017 – Innan vi dör (TV-serie)